# Pastora Soler
María del Pilar Sánchez Luque (Coria del Río, 28 september 1978), bekend onder de artiestennaam Pastora Soler, is een Spaans zangeres.

## Biografie
Soler is al sinds midden jaren negentig actief in de muziek en bracht in de afgelopen 15 jaar vele albums uit.
In 2011 werd ze genomineerd voor een Latin Grammy voor haar album 15 años. Tevens verscheen dat jaar Una mujer como yo van haar hand. In haar vroegere werk was haar muziekstijl voornamelijk flamenco-gericht; sinds enige jaren is ze echter meer de popkant opgegaan.
In 2012 vertegenwoordigde de zangeres Spanje op het Eurovisiesongfestival in Bakoe, Azerbeidzjan. Ze was dankzij de Spaanse financiële steun aan het festival rechtstreeks geplaatst voor de finale en trad daarin aan met het lied Quédate conmigo. Ze haalde er de tiende plaats.

## Discografie

### Albums
| Album met eventuele hitnotering(en) in de Nederlandse Album Top 100 | Datum van verschijnen | Datum van binnenkomst | Hoogste positie | Aantal weken | Opmerkingen |
| ------------------------------------------------------------------- | --------------------- | --------------------- | --------------- | ------------ | ----------- |
| El mundo que soñé                                                   | 1992                  | -                     |                 |              |             |
| Nuestras coplas                                                     | 1994                  | -                     |                 |              |             |
| Fuente de luna                                                      | 1999                  | -                     |                 |              |             |
| Corazón congelado                                                   | 2001                  | -                     |                 |              |             |
| Deseo                                                               | 28-11-2002            | -                     |                 |              |             |
| Pastora Soler                                                       | 26-04-2005            | -                     |                 |              |             |
| Sus grandes éxitos                                                  | 2005                  | -                     |                 |              |             |
| Toda mi verdad                                                      | 05-05-2007            | -                     |                 |              |             |
| Bendita locura                                                      | 21-04-2009            | -                     |                 |              |             |
| 15 Años                                                             | 08-09-2010            | -                     |                 |              |             |
| Una mujer como yo                                                   | 18-10-2011            | -                     |                 |              |             |
| Conóceme                                                            | 2013                  | -                     |                 |              |             |
| 20                                                                  | 2014                  | -                     |                 |              |             |
| La calma                                                            | 2017                  | -                     |                 |              |             |

### Singles
| Single met hitnotering(en) in de Vlaamse Ultratop 50 | Datum van verschijnen | Datum van binnenkomst | Hoogste positie | Aantal weken | Opmerkingen |
| ---------------------------------------------------- | --------------------- | --------------------- | --------------- | ------------ | ----------- |
| Quédate conmigo                                      | 2012                  | 02-06-2012            | tip76           | -            |             |

- Biblioteca Nacional de España: XX942845
- Gemeinsame Normdatei: 1241093938
- International Standard Name Identifier: 0000 0003 9990 9646
- MusicBrainz: 3a2f09c1-fb16-4a98-9dd6-3c67e40d70e8
- Virtual International Authority File: 295246288
- WorldCat: E39PBJmhT6w8grhjGFCVfqGT73

1961: Conchita Bautista · 
1962: Víctor Balaguer · 
1963: José Guardiola · 
1964: Tim, Nelly & Tony · 
1965: Conchita Bautista · 
1966: Raphael · 
1967: Raphael · 
1968: Massiel · 
1969: Salomé · 
1970: Julio Iglesias · 
1971: Karina · 
1972: Jaime Morey · 
1973: Mocedades · 
1974: Peret · 
1975: Sergio & Estíbaliz · 
1976: Braulio · 
1977: Micky · 
1978: José Vélez · 
1979: Betty Missiego · 
1980: Trigo Limpio · 
1981: Bacchelli · 
1982: Lucía · 
1983: Remedios Amaya · 
1984: Bravo · 
1985: Paloma San Basilio · 
1986: Cadillac · 
1987: Patricia Kraus · 
1988: La Década · 
1989: Nina · 
1990: Azúcar Moreno · 
1991: Sergio Dalma · 
1992: Serafín Zubiri · 
1993: Eva Santamaría · 
1994: Alejandro Abad · 
1995: Anabel Conde · 
1996: Antonio Carbonell · 
1997: Marcos Llunas · 
1998: Mikel Herzog · 
1999: Lydia · 
2000: Serafín Zubiri · 
2001: David Civera · 
2002: Rosa · 
2003: Beth · 
2004: Ramón · 
2005: Son de Sol · 
2006: Las Ketchup · 
2007: D'Nash · 
2008: Rodolfo Chikilicuatre · 
2009: Soraya · 
2010: Daniel Diges · 
2011: Lucía Pérez · 
2012: Pastora Soler · 
2013: El Sueño de Morfeo · 
2014: Ruth Lorenzo · 
2015: Edurne · 
2016: Barei · 
2017: Manel Navarro · 
2018: Alfred & Amaia · 
2019: Miki · 
2021: Blas Cantó · 
2022: Chanel · 
2023: Blanca Paloma · 
2024: Nebulossa · 
2025: Melody